# Carnarimelita janstocki
Carnarimelita janstocki is een vlokreeftensoort uit de familie van de Melitidae. De wetenschappelijke naam van de soort is voor het eerst geldig gepubliceerd in 1990 door Bousfield.